# Доброхотова, Тамара Амплиевна
Тамара Амплиевна Доброхотова (20 октября 1929 — 21 декабря 2023) — советский и российский нейропсихиатр, доктор медицинских наук (1968), профессор (1990). Лауреат Государственной премии Российской Федерации (1995).

## Биография
Родилась 20 октября 1929 года в селе Байдеряково, Чувашской АССР, её отец в период массовых репрессий 1937 года был репрессирован и приговорён к высшей мере наказания — расстрелу (в 1956 году был реабилитирован). С 1941 по 1945 год в период Великой Отечественной войны работала в местном колхозе.
С 1948 по 1953 год обучалась в Казанском государственном медицинском институте. С 1953 по 1960 год на клинической работе в Куйбышевской психоневрологической больнице в качестве врача-психиатра.
С 1961 по 1981 год на научно-исследовательской работе в Московском НИИ психиатрии в качестве аспиранта, младшего и старшего научного сотрудника проблемной лаборатории. С 1981 года на научно-исследовательской работе в НИИ имени Н. Н. Бурденко АМН СССР — РАМН в качестве научного сотрудника, с 1985 по 2005 год являлась организатором и первым руководителем группы психиатрических исследований.

### Научно-педагогическая деятельность и вклад в науку
Основная научно-педагогическая деятельность Т. А. Доброхотова была связана с вопросами в области нейро и психохирургии, занималась исследованиями в области изучения обратимых посткоматозных бессознательных состояний у больных, переживших черепно-мозговые травмы. Под её руководством были выявлены различные эмоциональные изменения в жизни человека, являющиеся диагностическими симптомами при поражениях различных отделов головного мозга.
В 1963 году защитила кандидатскую диссертацию по теме: «Психические нарушения при различных формах опухолей гипофиза», в 1968 году — докторскую диссертацию на соискание учёной степени доктор медицинских наук по теме: «К клинике эмоционально-аффектной патологии при локальном (опухолевом) поражении головного мозга». В 1990 году ВАК СССР ей присвоено учёное звание профессор. Т. А. Доброхотова являлась автором более трёхсот научных трудов, в том числе девяти монографий, на основе двух из них: «Функциональные асимметрии головного мозга» (1988) было создано новое научное направление изучения функциональной асимметрии при очаговой патологии головного мозга. В 1995 году «За разработку и внедрение в практику патогенетически обоснованных методов диагностики, прогноза и лечения черепно-мозговой травмы и её последствий» Т. А. Доброхотова была удостоена Государственной премии Российской Федерации в области науки и техники. Под её руководством было защищено две докторские и семь кандидатских диссертаций.

## Основные труды
- Психические нарушения при различных формах опухолей гипофиза / Акад. мед. наук СССР. - Москва: 1963. - 15 с.
- К клинике эмоционально-аффектной патологии при локальном (опухолевом) поражении головного мозга / Моск. науч.-исслед. ин-т психиатрии. - Москва:  1968. - 25 с.
- Эмоциональная патология при очаговом поражении головного мозга. - Москва : Медицина, 1974. - 157 с.
- Функциональная асимметрия и психопатология очаговых поражений мозга / Т.А. Доброхотова, Н.Н. Брагина ; Акад. мед. наук СССР. - Москва : Медицина, 1977. - 359 с.
- Функциональные асимметрии человека / Н. Н. Брагина, Т. А. Доброхотова. - 2-е изд., перераб. и доп. - М. : Медицина, 1988. - 237 с. ISBN 5-225-00102-5
- Левши / Т. А. Доброхотова, Н. Н. Брагина. - М. : Книга, 1994. - 230 с. ISBN 5-7132-0054-X
- Нейропсихиатрия / Т. А. Доброхотова. - Москва : БИНОМ, 2006. - 304 с. ISBN 5-9518-0151-6[4]

## Награды
- Медаль «За доблестный труд в Великой Отечественной войне 1941—1945 гг.»[1]
- Государственная премия Российской Федерации (1995 — «За разработку и внедрение в практику патогенетически обоснованных методов диагностики, прогноза и лечения черепно-мозговой травмы и её последствий»)[3]